# Rösler (Familienname)
Rösler oder Roesler ist eine Variante von Rössler und der Familienname folgender Personen:

## Namensträger
- Albert Rösler (1849–1918), deutscher Fabrikant und Politiker, MdL Württemberg
- Aleksi Rösler (* 1996), deutscher Leichtathlet
- André Rösler (* 1970), deutscher Illustrator
- Ania Rösler (* 1982), deutsche Handballspielerin
- Anton Rösler (Tänzer) (um 1744–1786), österreichischer Tänzer und Choreograf
- Anton Rösler (1750–1792), deutscher Komponist und Kapellmeister, siehe Antonio Rosetti
- Augustin Rösler (1851–1922), deutscher Theologe und Soziologe
- Balthasar Rösler (1605–1673), deutscher Bergmann und Markscheider
- Beate Rösler (* 1968), deutsche Schriftstellerin
- Benjamin Gottlieb Rösler (1769–1833), deutscher Theologe, Komponist und Organist
- Bernhard Rösler (1906–1973), deutscher Unternehmer
- Bonaventura Rösler (1500–1575), Lehrer, Ratssekretär und Kalligraph
- Christian Rösler (* 1987), deutscher Eishockeyspieler
- Christian Friedrich Rösler (1736–1821), deutscher Historiker, Geistlicher und Hochschullehrer
- Colin Rösler (* 2000), norwegisch-englischer Fußballspieler
- David Roesler (* 1996), deutscher Fußballspieler
- Emil Rösler (1874–1954), deutscher Architekt
- Ernst Roesler (1832–1919), deutsch-schwedischer Fotograf
- Ettore Roesler Franz (1845–1907), deutsch-italienischer Maler
- Frank Rösler (* 1945), deutscher Psychologe
- Franz Rösler (Heimatforscher) (1871–1946), deutscher Heimatforscher und Schriftsteller
- Franz Rösler (Pianist) (1876–1908), deutsch-österreichischer Pianist und Kapellmeister
- Franz Anton Rösler, Pseudonym von Antonio Rosetti (1750–1792), deutscher Komponist und Kapellmeister
- Georg Rösler (Politiker, † 1537) († 1537), deutscher Politiker, Bürgermeister von Görlitz
- Georg Rösler (Richter) (1539–1596), deutscher Richter und Politiker, Ratsmitglied in Görlitz
- Georg Rösler (Politiker, 1921) (1921–2001), deutscher Politiker (CDU), MdL Schleswig-Holstein
- Gustav Rösler (Komponist) (1819–1883), deutscher Komponist und Musiklehrer
- Gustav Rösler (Mediziner) (1862–1946), deutscher Mediziner
- Gustav Adolph Rösler (1818–1855), deutscher Pädagoge und Politiker
- Hannes Rösler (* 1973), deutscher Rechtswissenschaftler
- Hans-Dieter Rösler (1927–2018), deutscher Psychologe
- Hans Helmut Rösler (* 1929), deutscher Politiker (FDP)
- Hans Jürgen Rösler (1920–2009), deutscher Mineraloge
- Heinrich Rösler (1868–1931), deutscher Gewerkschafter und Politiker (SPD), MdL Preußen
- Herbert Rösler (Künstler) (1924–2006), deutscher Künstler
- Herbert Rösler (Zoologe) (* 1952), deutscher Herpetologe
- Hermann Roesler (1834–1894), deutscher Nationalökonom
- Hubert Rösler (Politiker, 1900) (1900–1981), deutscher Politiker, Bürgermeister von Waldkraiburg
- Hubert Rösler (Politiker, 1937) (1937–2024), deutscher Politiker (CDU), MdA Berlin
- Ignaz Rösler von Ehrenstahl (1765–1835), böhmischer Industrieller
- Immanuel Roesler (Curt Immanuel Roesler; 1900–1990), Schweizer Offizier
- Immanuel Carl Rösler (1891–1974), deutscher Architekt und Heimatforscher
- Jaakkima Rösler (* 1996), deutscher Leichtathlet
- Jakob Rösler (1512/1513–1558), deutscher Politiker, Bürgermeister von Görlitz
- Jeannine Rösler (* 1970), deutsche Politikerin (Die Linke)
- Jo Hanns Rösler (1899–1966), deutscher Schriftsteller
- Johann August Rösler (1778–1862), deutscher Philosoph und Prediger
- Johann Eberhard Rösler (1668–1733), deutscher Philosoph und Hochschullehrer
- Johann Joseph Rösler (1771–1813), böhmischer Komponist und Kapellmeister
- Johann Karl Rösler (1861–1944), rumänischer Autor, Übersetzer und Lehrer
- Johannes Baptist Rösler (1922–2009), deutscher Politiker (CDU), MdL Rheinland-Pfalz
- Jörg Roesler (* 1940), deutscher Wirtschaftshistoriker
- Josef Rösler (* 1901), tschechoslowakischer Politiker (Sudetendeutsche Partei)
- Karl Herbert Rösler, eigentlicher Name von Alexander Wolf (Autor) (1926–2018), deutscher Autor
- Julia Roesler (* 1978), deutsche Filmregisseurin, Theaterregisseurin, Drehbuchautorin und Filmproduzentin
- Klaus Rösler (1926–1999), deutscher Oberst im Ministerium für Staatssicherheit
- Leonhard Roesler (1839–1910), deutsch-österreichischer Chemiker und Önologe
- Louise Rösler (1907–1993), deutsche Malerin
- Manuel Rösler (* 1972), deutscher Komponist und Dirigent
- Maria Friederike Rösler (1819–1880), deutsche Stifterin
- Margit Rösler (* 1962), deutsche Mathematikerin und Hochschullehrerin
- Markus Rösler (* 1961), deutscher Landschaftsökologe und Politiker (Bündnis 90/Die Grünen)
- Max Roesler (1840–1922), deutscher Unternehmer
- Maximilian Rösler (1872–1945), deutscher Geistlicher
- Michael Rösler (* 1951), deutscher  Psychiater und Hochschullehrer
- Michaela Rösler (* 1961), österreichische Politikerin (SPÖ)
- Oda Hardt-Rösler (1880–1965), deutsche Bildende Künstlerin
- Olaf Rösler (* 1970), deutscher Basketballspieler
- Oskar Rösler (1878–1928), deutscher Architekt
- Oswald Rösler (1887–1961), deutscher Bankmanager
- Paula Roesler (1875–1941), deutsche Malerin, Zeichnerin und Grafikerin sowie Scherenschnitt- und Papierkünstlerin
- Peter Rösler (* 1947), deutscher Unternehmer
- Philipp Rösler (* 1973), deutscher Politiker (FDP)
- Reinhard Rösler (* 1940), deutscher Germanist und Hochschuldozent
- Robert Rösler (1836–1874), österreichischer Historiker und Geograph
- Robert Roesler (1837–1896), deutsch-schwedischer Fotograf
- Robert Roesler (Schriftsteller) (1840–1881), deutscher Schriftsteller
- Roland Rösler (1943–2020), deutscher Offizier und Politiker (CDU)
- Rudolf Rösler (* 1934), siebenbürgisch-deutscher Forstwissenschaftler
- Sascha Rösler (* 1977), deutscher Fußballspieler
- Sebastian Rösler (* 2001), deutscher Volleyballspieler
- Trude Roesler (1909–1976), deutsche Opernsängerin (Alt und Mezzosopran)
- Uwe Rösler (Mathematiker) (* 1950), deutscher Mathematiker und Hochschullehrer
- Uwe Rösler (* 1968), deutscher Fußballspieler und -trainer
- Uwe Rösler (Tiermediziner) (* 1971), deutscher Tiermediziner und Hochschullehrer
- Waldemar Rösler (1882–1916), deutscher Maler
- Wilhelm Kurt Roesler (1868–1943), deutscher Politiker, MdPL Hessen-Nassau
- Winfried Rösler (1951–2022), deutscher Erziehungswissenschaftler und Hochschullehrer
- Wolfgang Rösler (* 1944), deutscher Altphilologe